# Allen Danziger
Allen Danziger (Boston, 23 de julio de 1942) es un actor estadounidense, reconocido por interpretar el papel de Jerry en la película clásica de terror The Texas Chain Saw Massacre (1974).

## Biografía
Danziger nació en Boston, Massachusetts. Se graduó como psicólogo del City College de Nueva York en 1964 y en 1970 obtuvo un título en artes dramáticas en la Universidad de Texas en Austin. Hizo su debut en el cine en 1969 con un pequeño papel en la cinta Eggshells. Cinco años después interpretó el papel de Jerry en la película de terror The Texas Chain Saw Massacre, su aparición más reconocida a nivel internacional.
Danziger fundó en 1978 "Three Ring Service", una empresa de entretenimiento. Recientemente apareció en un documental relacionado con The Texas Chain Saw Massacre en ocasión del lanzamiento del filme en DVD.

## Filmografía parcial
- Eggshells (1969) - Allen
- The Texas Chain Saw Massacre (1974) - Jerry
- The American Nightmare (2000)
- Texas Chain Saw Massacre: The Shocking Truth (2000)
- Cinemassacre's Monster Madness (2002) - Jerry
- Moxina (2012)
- Texas Chainsaw 3D (2013) - Jerry